# 格尼利塔什利克河
格尼利塔什利克河（烏克蘭語：Гнилий Ташлик），是烏克蘭的河流，位於該國中部，屬於佳斯明河的支流，發源自塞爾傑吉夫卡，流經切爾卡瑟州，河道全長66公里，流域面積572平方公里。